# Лідіане Де Олівейра
Лідіане Де Олівейра (порт. Lidiane de Oliveira; нар. 1 січня 1996, Мауа, Сан-Паулу, Бразилія) — бразильська футболістка, атакувальна півзахисниця криворізького «Кривбаса».

## Життєпис
Нароилася в місті Мауа, штат Сан-Паулу. З 2013 по 2014 рік виступала за «Озаску». У 2015 році перебралася в «Сан-Бернарду». З 2016 по 2018 рік захищала кольори «Санту-Андре»/«Прімейру де Маю».
На початку червня 2018 року перейшла до «Львів-Янтарочки», з якою підписала 1-річний контракт. Отримала футболку з 11-м ігровим номером. У футболці львівської команди дебютувала 12 серпня 2018 року в програному (1:2) виїзному поєдинку 2-о туру чемпіонату України проти «Восхода» (Стара Маячка). Лідіане вийшла на поле в стартовому складі та відіграла увесь матч. Дебютними голами у новій команді відзначилася 8 вересня 2018 року в переможному (2:0) домашньому поєдинку 5-о туру чемпіонату України проти «Родини-Ліцея» (Костопіль). На 83-й хвилині матчу після поперечного навісу Аліне де Фрейтас потужним «пострілом» головою «вгатила м'яча у сітку воріт». А на 88-й хвилині «прямим ударом зі штрафного змусила воротаря капітулювати вдруге», встановивши підсумковий рахунок матчу — 2:0. У складі «левиць» зіграла 14 матчів у чемпіонаті (4 голи) та 2 поєдинки (1 гол) у кубку України. За підсумками сезону 2018/19 років «Львів-Янтарочка» фінішувала на 4-у місці, окрім цього команда дійшла до 1/2 фіналу кубку України. По завершенні сезону залишила «синьо-золотих левиць». Після цього перебралася до Іспанії, де виступала за «Сарагосу».
У 2020 році повернулася до Бразилії, де захищала кольори «Фортелази» та «Футебол Клубе» (Амазонас). 7 серпня 2021 року підписала контракт з новоствореним ЖФК «Кривбас». У футболці криворізького клубу дебютувала того ж дня в переможному (4:0) домашньому поєдинку Вищої ліги України проти львівських «Карпат». Лідіане вийшла на поле на 58-ій хвилині, замінивши співвітчизницю Габріелу Зідоі. Першим голом за «Кривбас» відзначилася 15 серпня 2021 року на 47-ій хвилині переможного (6:0) виїзного поєдинку 3-го туру чемпіонату України проти київського «Атекса». Де Олівейра вийшла на поле на 46-ій хвилині, замінивши Габріелу Зідоі.